# Angels (álbum de The 69 Eyes)
Angels é o oitavo álbum de estúdio da banda finlandesa de rock gótico The 69 Eyes.
O primeiro single do álbum foi "Perfect Skin", e um vídeo foi lançado em 2006. Além disso, outro single intitulado "Never Say Die" foi lançado e um vídeo foi filmado em Los Angeles. O álbum foi lançado em 2007 e foi produzido por Hiili Hiilesmaa e Johnny Lee Michaels.

## Faixas
1. "Angels" – 3:59
2. "Never Say Die" – 3:29
3. "Rocker" – 3:39
4. "Ghost" – 4:17
5. "Perfect Skin" – 3:45
6. "Wings & Hearts" – 5:05
7. "Star of Fate" – 4:50
8. "Los Angeles" – 3:48
9. "In My Name" – 3:36
10. "Shadow of Your Love" – 3:43
11. "Frankenhooker" – 4:03
12. "Only Fools Don't Fall Once More" (Japan Edition Bonus Track) – 4:18
13. "Wrap Your Troubles in Dreams" (U.S./Japan Edition Bonus Track) – 4:32

## Recepção
| Críticas profissionais | Críticas profissionais |
| Avaliações da crítica  | Avaliações da crítica  |
| Fonte                  | Avaliação              |
| ---------------------- | ---------------------- |
| allmusic               | [ 4 ]                  |
| PopMatters             | (7/10)                 |

## Desempenho

### Parada semanal
| Parada musical (2007)                | Melhor posição |
| ------------------------------------ | -------------- |
| Alemanha (Media Control Charts)      | 46             |
| Áustria (Ö3 Austria Top 75 Longplay) | 66             |
| Estados Unidos (Top Heatseekers)     | 23             |
| Finlândia (Suomen virallinen lista)  | 1              |

### Certificações
| País                          | Certificação | Data | Vendas certificadas |
| ----------------------------- | ------------ | ---- | ------------------- |
| Finlândia (Musiikkituottajat) | Ouro         | 2007 | 15.030              |